# Itabira
Itabira là một đô thị thuộc bang Minas Gerais, Brasil. Đô thị này có diện tích 1256,496 km², dân số năm 2007 là 109380 người, mật độ 85,7 người/km².